# Fushë-Kosova
Rigómező (szerbül Косово Поље / Kosovo Polje, albánul Fushë Kosova) kisváros és község (járás) Koszovóban. Pristinától 5 km-re délnyugatra, az azonos nevű síkságon fekszik. 2011-ben 34 718 lakosa volt.

## Történelem
Régen török gyarmat volt. 1921-től Jugoszlávia része. A 2004-es zavargások nagy részben érintették a várost. Nagyon sok szerb otthonát felgyújtották és kitelepítették őket innen.

## Lakosság
| Év   | Albánok  | Szerbek |
| ---- | -------- | ------- |
| 1991 | 20142 fő | 8445 fő |
| 1998 | 23600 fő | 9600 fő |
| 2000 | 34000 fő | 4000 fő |
| 2002 | 34000 fő | 3239 fő |
| 2011 | 30275    | 321 fő  |

A városban élnek még romák is. 

## Fordítás
- Ez a szócikk részben vagy egészben  a   Kosovo Polje című angol Wikipédia-szócikk ezen változatának fordításán alapul.  Az eredeti cikk szerkesztőit annak laptörténete sorolja fel. Ez a jelzés csupán a megfogalmazás eredetét és a szerzői jogokat jelzi, nem szolgál a cikkben szereplő információk forrásmegjelöléseként.